# ヒロハシ科
ヒロハシ科（ヒロハシか、Eurylaimidae）は、鳥綱スズメ目に属する科。

## 分布
アフリカ大陸、インド北東部、インドネシア、カンボジア、タイ、中国南部、バングラデシュ、フィリピン、ベトナム、マレーシア、ミャンマー、ラオス

## 形態
尾羽は短く角張った形状の種が多い。嘴は幅広く丸みを帯び、先端は鉤状に尖る。

## 分類
ミドリヒロハシ属　Calyptomena
- Calyptomena hosii　アオムネミドリヒロハシ　Hose's broadbill
- Calyptomena viridis　ミドリヒロハシ　Green broadbill
- Calyptomena whiteheadi　オオミドリヒロハシ　Whitehead's broadbill

ガマヒロハシ属　Corydon
- Corydon sumatranus　ガマヒロハシ　Dusky broadbill

クロアカヒロハシ属　Cymbirhynchus
- Cymbirhynchus macrorhynchos　クロアカヒロハシ　Black-and-red broadbill

　Eurylaimus
- Eurylaimus javanicus　アズキヒロハシ　Banded broadbill
- Eurylaimus ochromalus　クビワヒロハシ　Black-and-yellow broadbill
- Eurylaimus steerii　モンツキヒロハシ　Wattled broadbill

オナガヒロハシ属　Psarisomus
- Psarisomus dalhousiae　オナガヒロハシ　Long-tailed broadbill

アフリカミドリヒロハシ属　Pseudocalyptomena
- Pseudocalyptomena graueri　アフリカミドリヒロハシ　African green broadbill

ギンムネヒロハシ属　Serilophus
- Serilophus lunatus　ギンムネヒロハシ　Silver-breasted broadbill

アフリカヒロハシ属　Smithornis
- Smithornis capensis　アフリカヒロハシ　Hose's broadbill
- Smithornis rufolateralis　ムネアカアフリカヒロハシ　Rufous-sided broadbill
- Smithornis sharpei　ハイガシラアフリカヒロハシ　Grey-headed broadbill

## 生態
常緑広葉樹林に生息する。
食性は種によって異なり、昆虫、果実などを食べる。主に樹上で採食を行う。
繁殖形態は卵生。植物の枝や葉にぶらさがった植物の葉、蔓、コケなどを組み合わせて植物の葉を中に敷いた巣を作り、卵を産む。

## 人間との関係
開発による生息地の破壊などにより生息数が減少している種もいる。

## 画像

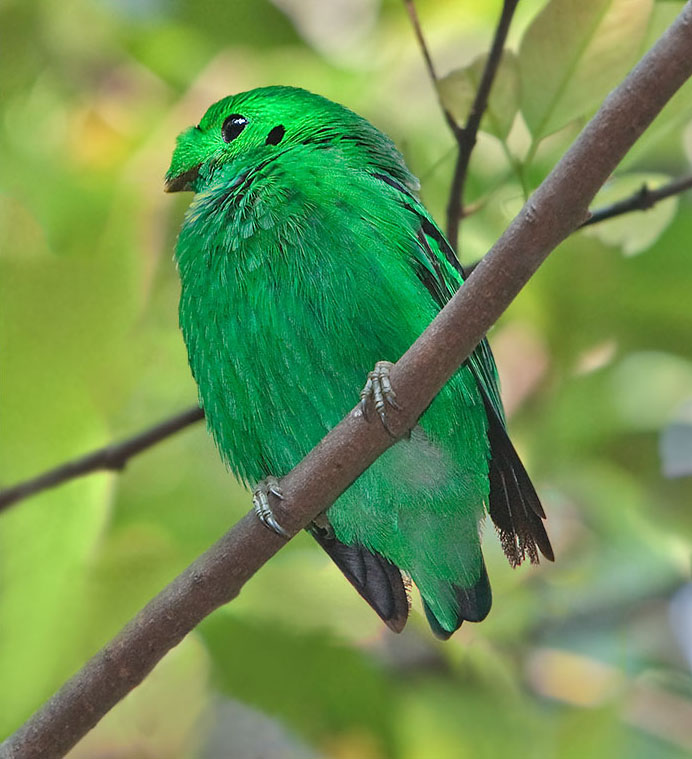
ミドリヒロハシ Ca. viridis
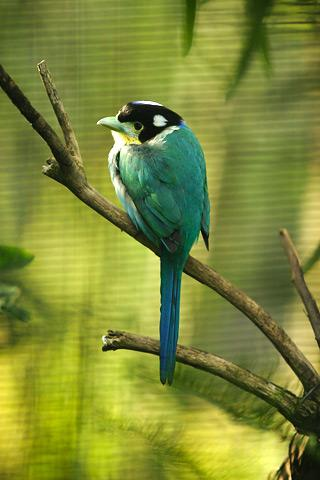
オナガヒロハシ Psa. dalhousiae
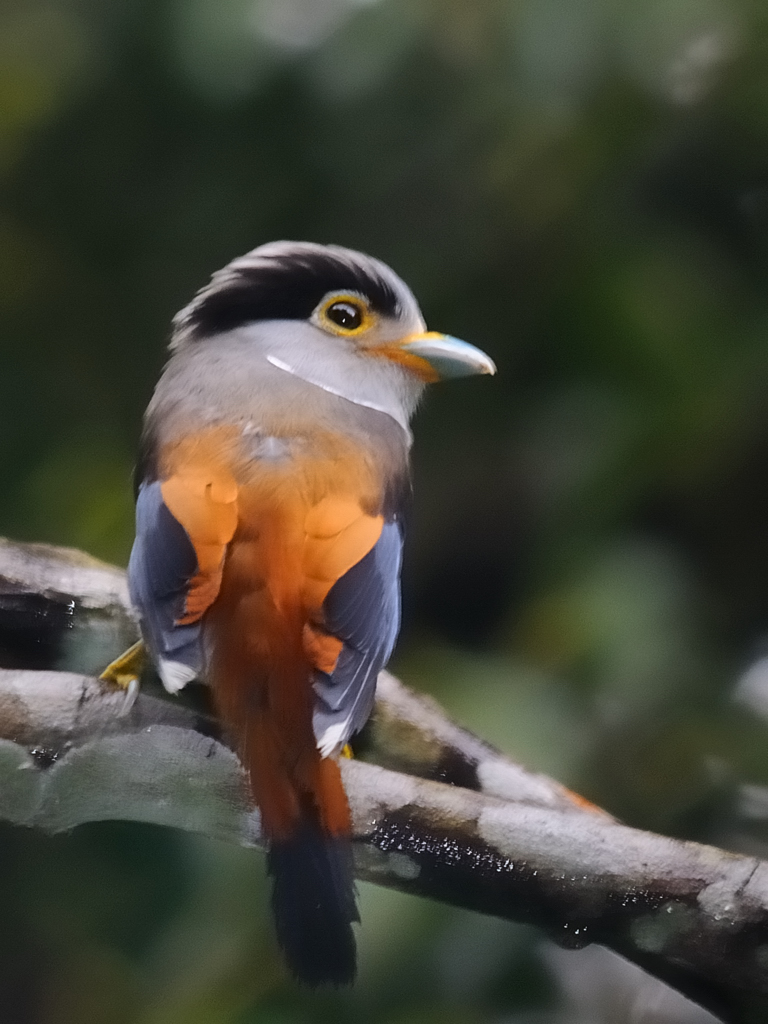
ギンムネヒロハシ Se. lunatus
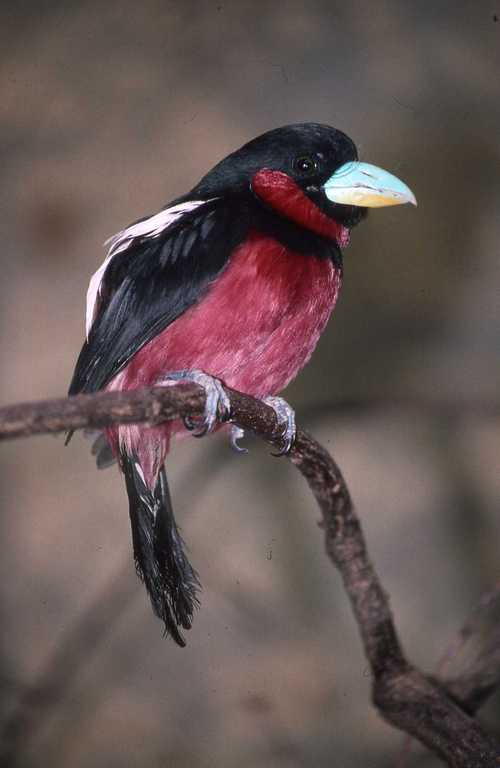
クロアカヒロハシ